# 久米寺
久米寺（くめでら）は、奈良県橿原市久米町にある真言宗御室派の寺院。山号は霊禅山。本尊は薬師如来。開基（創立者）は聖徳太子の弟の来目皇子（くめのみこ）ともいうが未詳。『扶桑略記』や『今昔物語集』においては娘のふくらはぎに見とれて空から落ちたという久米仙人により創建されたと伝えられる。また、空海ゆかりの寺であり、「真言宗発祥の地」とされる。

## 歴史
大和三山の1つ、畝傍山の南方に位置し、橿原神宮からも近い。開基は聖徳太子の弟・来目皇子（くめのみこ）とも久米仙人とも伝わるが、詳細は不明である。また、創建年代は推古天皇2年（594年）ともされるが、これも詳細は不明である。
『和州久米寺流記』には来目皇子の開基を伝える。一方、『扶桑略記』『七大寺巡礼私記』などは当寺を久米仙人と結び付けている。久米仙人の伝説（後述）がフィクションであることはいうまでもなく、創建の正確な事情は不明だが、ヤマト政権で軍事部門を担当していた部民の久米部の氏寺として創建されたとする説が提唱されていた。しかし、境内で出土した瓦と同じ木型で作られた瓦が藤原宮と興福寺から出土していることなどから、興福寺前身寺院の厩坂寺に比定する学説が現在では有力である。境内には東塔の大きな礎石が残り、境内から出土する瓦の様式から見ても創建は7世紀末（白鳳時代）にさかのぼると思われる。
空海（弘法大師）は当寺の東塔において真言宗の根本経典の1つである『大日経』を感得（発見）したとされている。空海が撰文した「益田池碑銘并序」（ますだいけひめいならびにじょ）には、「来眼精舎」（くめしょうじゃ）として言及されており、空海とは関係があったと思われる。唐に留学した空海が大同2年（807年）に帰国すると、当寺で真言密教を宣布している。このため、当寺は「真言宗発祥の地」とされ、空海が真言宗を開く端緒を得た寺として知られている。
なお、橿原市の隣の明日香村奥山の「奥山廃寺跡」はかつては「奥山久米寺跡」と呼ばれ、久米寺の「奥の院」と考えられていたが、発掘調査の結果、この寺跡は7世紀前半に建立された「小墾田寺」（小治田寺）の跡とみられ、久米寺とは無関係とされている。
南に隣接する久米御縣神社は、かつての久米寺の鎮守社である。
1917年（大正6年）4月28日、文秀女王が橿原神宮参拝に際して御成。

### 久米仙人の伝説
久米仙人による開基伝承は『扶桑略記』『七大寺巡礼私記』などのほか、『今昔物語集』巻十二本朝仏法部にも収録され、『徒然草』にも言及されている著名な話である。それによると、吉野・龍門寺の久米仙人は仙術で空を飛べるようになったが、ある日空を飛んでいる時、川で洗濯をしている女のふくらはぎに見とれて法力を失い、地上に落ちてしまった。久米仙人はその女とめでたく結婚。その後は普通の俗人として暮らしていた。その後、時の聖武天皇が遷都を行うことになり、俗人に戻った久米仙人は遷都のための工事に携わる労働者として雇われ、材木を運んだりしていた。ある日仕事仲間から「お前も仙人なら、仙術を使って材木など一気に運んでしまったらどうだ」とからかわれた。一念発起した久米仙人は7日7晩祈り続けた後、仙力を回復。久米仙人の仙術で、山にあった材木が次々と空へ飛び上がり、新都へと飛んで行った。これを喜んだ天皇は久米仙人に免田30町を与えた。これによって建てたのが久米寺であるという話である。

## 境内

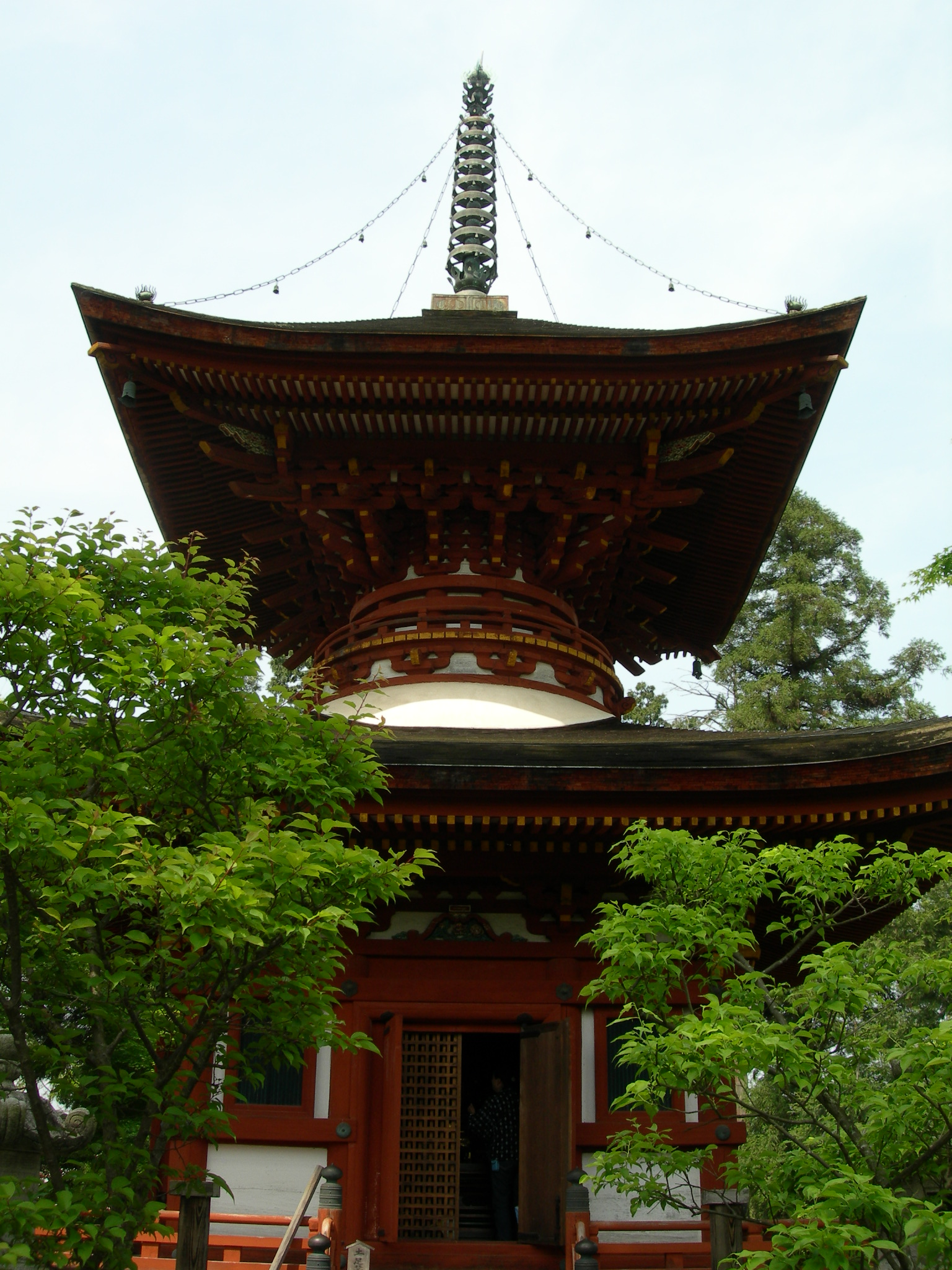
多宝塔（重要文化財）

- 本堂 - 寛文3年（1663年）再建[1]。本尊は眼病に霊験あらたかとされる薬師如来坐像。
- 久米仙人像
- 鐘楼
- 護摩堂
- 阿弥陀堂
- 観音堂
- 地蔵堂
- 六重石塔
- 大師堂
- あじさい園
- 三宝荒神社
- 多宝塔（重要文化財） - 万治2年（1659年）に京都の仁和寺より現・大塔跡に移築され、1987年（昭和62年）に解体修理された際に現在地に移される[1]。桃山様式を残す。
- 金比羅宮
- 修行大師像 - 修行中の空海の像。
- 大塔跡 - 伝・東塔跡で巨大な礎石が残る。塔平面の大きさは国分寺を除けば最大規模である。
- 庫裏
- 合掌道場
- 山門（仁王門）

## 文化財

### 重要文化財
- 多宝塔

## 年中行事
- 久米寺練供養（5月3日）

## 前後の札所
西国薬師四十九霊場
6 新薬師寺　-　7 久米寺　-　8 室生寺
仏塔古寺十八尊
8 當麻寺子院西南院　-　9 久米寺　-　10 浄瑠璃寺
聖徳太子霊跡
31 西教寺　-　32 久米寺　-　33 西方院
大和北部八十八ヶ所霊場
87 額安寺　-　88 久米寺　-　番外 東大寺戒壇院
大和七福八宝めぐり（寿老人）

## アクセス
- 近鉄南大阪線「橿原神宮前駅」下車、徒歩